# Batna (tỉnh)
Batna (ngữ tộc Berber: ⵜⴰⵎⴰⵥⵍⴰⵢⵜ ⵏ ⵜⴱⴰⵜⵏⵜ / Tamaẓlayt n Tbatent, tiếng Ả Rập:  ولاية باتنة ) là một wilaya của Algérie. Tỉnh lỵ là Batna. Vườn quốc gia Belzma nằm ở tỉnh này.

## Các đơn vị hành chính
Tỉnh này gồm 22 huyện và 61 đô thị. Các huyện bao gồm:
- Ras El Aioun
- Barika
- Aïn Touta
- Merouana
- Seriana
- N'Gaous
- El Madher
- Tazoult
- Théniet El Abed
- Arris
- Timgad
- Chemora
- Aïn Djasser
- Ouled Salem
- T'Kout
- Djezzar
- Bouzina
- Menaâ
- Ichmoul
- Seggana
- Ouled Si Slimane
- Batna

## Các đô thị của tỉnh Batna
- Aïn Djasser
- Aïn Touta
- Aïn Yagout
- Amantan
- Amdoukal
- Arris
- Barika
- Batna
- Ben Foudhala El Hakania
- Bitam
- Boulhilat
- Boumagueur
- Boumia
- Bouzina
- Djerma
- Djezzar
- Draa Etine
- El Hassi
- El Madher
- Fesdis
- Foum Toub
- Ghassira
- Chemora
- Gosbat
- Guigba
- Hidoussa
- Hayat
- Ichmoul
- Inoughissen
- Kimmel
- Ksar Bellezma
- Larbaa
- Lazrou
- Lemsane
- Maafa
- Menaa
- Merouana
- Metkaouak
- N'Gaous
- Nouader
- Oued Chaaba
- Oued El Ma
- Oued Taga
- Ouled Ammar
- Ouled Aouf
- Ouled Fadel
- Ouled Sellam
- Ouled Si Slimane
- Ouyoun El Assafir
- Rahbat
- Ras Ei Aioun
- Sefiane
- Seggana
- Seriana
- Talkhamt
- Taxlent
- Tazoult
- Teniet El Abed
- Tighanimine
- Tigherghar
- Tilatou
- Timgad
- Tkoutt
- Zanat El Beida